# 奥田絢子
奥田 絢子（おくだ あやこ、1981年11月1日 - ）は、日本の歌手・タレント。本名同じ。京都府京都市出身。血液型A型。身長159cm。

## 概要
女優、モデル等としての活動を経て、2007年に歌手デビュー。デビューから12ヶ月連続で楽曲発表を行う。
作詞は全て自身で手掛け、「右の泪」や「ノン」などの実体験に基づいて歌詞を書いた楽曲もある。作曲は、楽曲でギター演奏も担当しているSparkling Bloomの生本直毅が担当している。
タレントとしてもラジオパーソナリティを担当したり、YouTubeで配信している『KY式日本語カルタ』に出演する等の活動を行っていた。
2022年11月より「奥田絢子の足跡探し　ワンオペ育児日記」というtitleでBlogを再開。
2023年5月からTwitterを開始。

## 略歴
- 2002年
  - 10月23日、SUGIZOプロデュースのコンピレーションアルバム『SUGIZO compiles GLOBAL MUSIC I』が発売。収録曲「HANA-BIRA」のフィーチャリングボーカルとして、SUGIZO feat. AYA名義で参加。
- 2007年
  - 10月31日、配信限定シングル「傷」でデビュー。
- 2008年
  - 11月18日、公式サイト上にてパニック障害を抱えていることを公表。
  - 11月19日、初のミニアルバム『self portrait』を発売。
- 2009年
  - 定期的に都内ライブハウスでライブ活動中。

## ディスコグラフィー

### 配信シングル
1. 傷（2007年10月31日）
2. 満月（2007年11月28日）
3. 右の泪（2007年12月26日）
4. 今だから云えること（2008年1月23日）
5. うさぎ（2008年2月6日）
6. Tell me（2008年3月5日）
7. 優しすぎた君、甘えすぎた私（2008年4月2日）
8. 迷い道（2008年5月7日）
9. こんな僕（2008年6月4日）
  - 積水ハウス高知県エリア企業CMソング
10. 答えて（2008年7月2日）
11. ノン（2008年8月6日）
12. Mine（2008年9月3日）

### CDシングル
1. 満月/右の泪（2008年1月19日）
  - ライブ会場限定販売

### CDミニアルバム
1. self portrait（2008年11月19日）

### 参加作品
- V.A.『SUGIZO compiles GLOBAL MUSIC I』（2002年10月23日）
  - 「HANA-BIRA」収録（SUGIZO feat. AYA名義）

## 出演

### ラジオ番組
- 半生トーク（2007年10月5日 - 2009年3月27日、bay fm）
- ZEALと奥田絢子のキミラテ（2008年3月2日 - 12月26日）